# Pipeta Pasteur

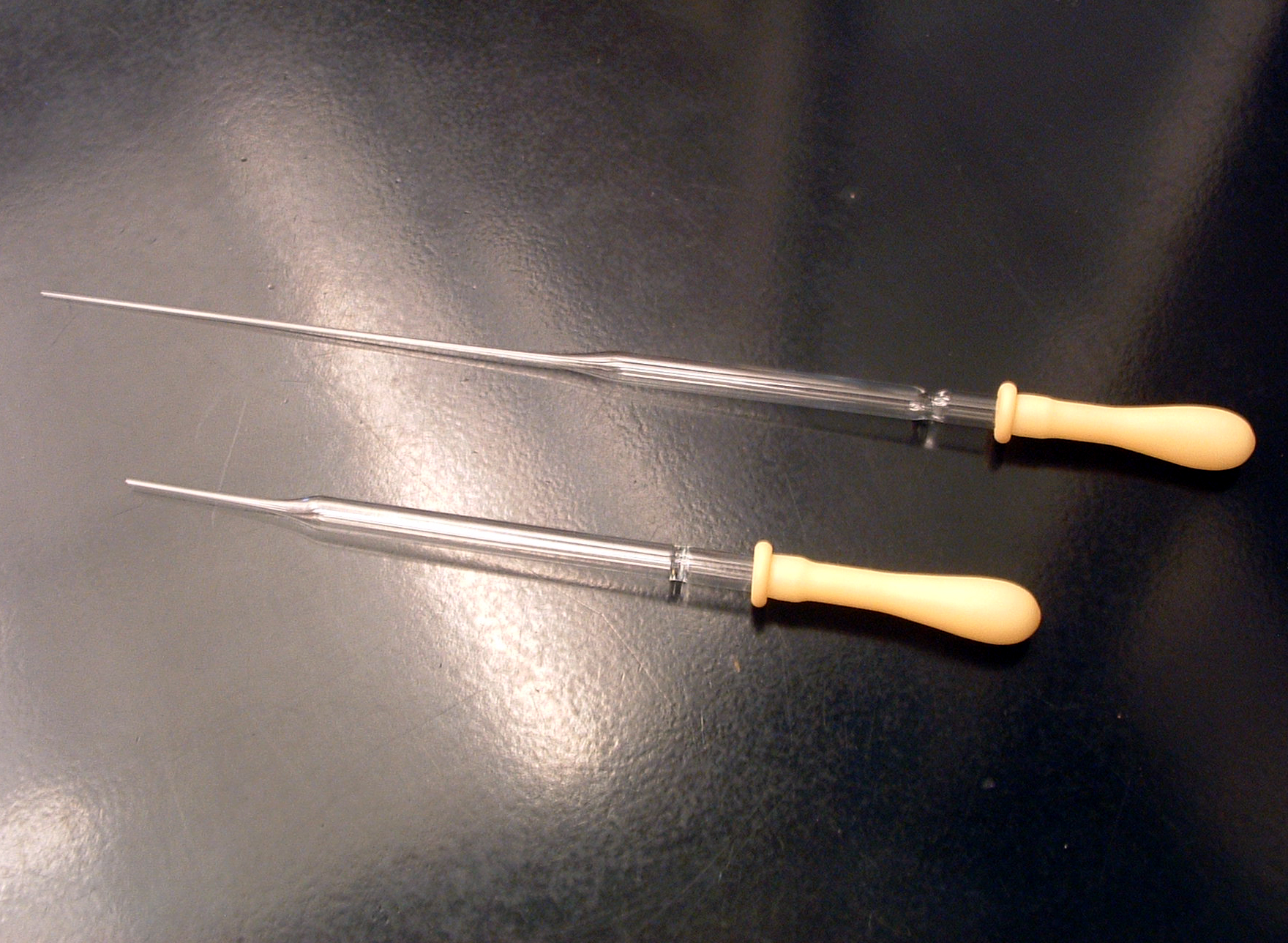
Foto de dues pipetes Pasteur.

Les pipetes Pasteur són uns instruments utilitzats en els laboratoris químics i s'utilitzen per transferir petites quantitats de líquids. En general són tubs de vidre cònics a un punt estret, i equipats amb un xumet a la part superior (el qual pot anar integrat directament a la pipeta) serveixen per dispensar líquids gota a gota, també és molt usat per separar el sèrum del plasma. Les pipetes Pasteur es poden rentar i reutilitzar indefinidament.